# Трговіштський потік (притока Ондави)
Трговіштський потік (словац. Trhovištský potok) — річка; притока Ондави, протікає в окрузі Михайлівці.
Довжина приблизно 10,5-11,0 км. Витік знаходиться в масиві Східнословацька низовина (геоморфологічна підодиниця Ондавська рівнина) — на висоті приблизно 109 метрів.
Протікає територією сіл Моравани; Трговіште; Горовце і Раковец-над-Ондавою. Впадає в Ондаву на висоті 100 метрів.